# 10999 Braga-Ribas
10999 Braga-Ribas este o planetă minoră (asteroid), cu un diametru de 7,94 km, din centura de asteroizi. A fost descoperită pe 7 noiembrie 1978 la Observatorul Palomar de Eleanor F. Helin și a fost numită după Felipe Braga Ribas⁠(d). 
Obiectul prezintă o orbită caracterizată de o semiaxă mare de 2,63126 UAi, o excentricitate de 0,34, o înclinație de 9,55748 ° în raport cu ecliptica.